# D-War
Dragons Wars é um filme sul-coreano de 2008.
Na época de seu lançamento, era o filme sul-coreano de maior orçamento de todos os tempos.

## Sinopse
O enredo foi construído com base em uma lenda coreana, segundo a qual criaturas devastarão a Terra. O protagonista, Ethan Kendrick, interpretado por Jason Behr, que investiga um acidente em um resort, se apaixona por Sarah. Ethan tem de protegê-la, para evitar a destruição completa da cidade.

## Elenco
- Amanda Brooks - Sarah
- Jason Behr - Ethan Kendrick
- Robert Forster